# Maria Landrock

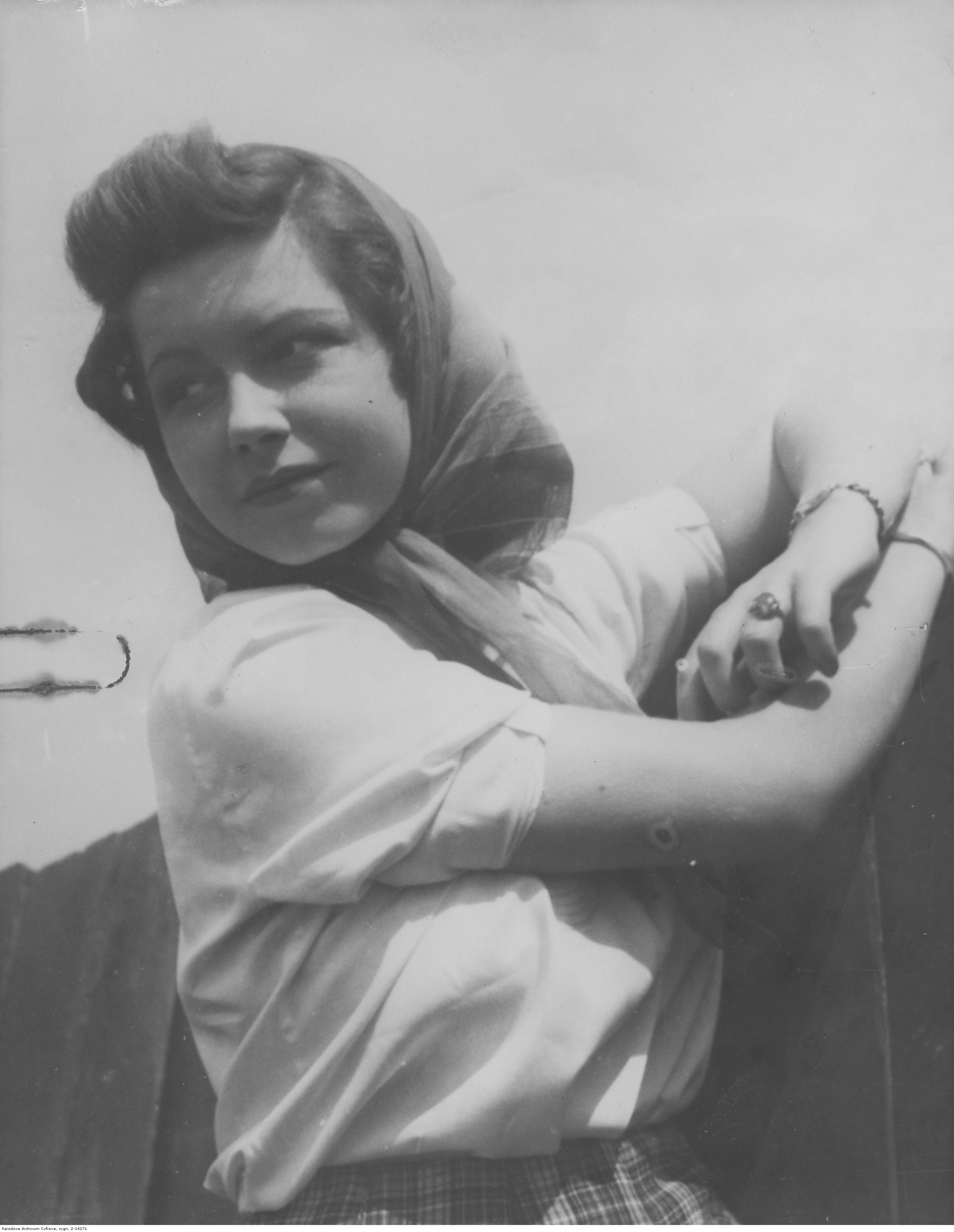
Maria Landrock

Maria Johanna Elisabeth Landrock (* 12. Juli 1923
in Berlin-Köpenick; † 1992 in Garmisch-Partenkirchen) war eine deutsche Schauspielerin, Hörspiel- und Synchronsprecherin.

## Leben
Maria Landrock studierte an der Staatlichen Schauspielschule in Berlin und erhielt in der Folgezeit mehrere Engagements an dortigen Bühnen. 1939 gab sie ihr Filmdebüt als Ersatz für die erkrankte Kristina Söderbaum in Veit Harlans Pedro soll hängen. Als die langwierige Produktion 1941 in die Kinos kam, hatte Maria Landrock bereits in Aus erster Ehe eine weitere Hauptrolle gespielt. Sie trat am 18. Juli 1944 bei einer SS-Truppenbetreuung im KZ Auschwitz auf. Bis zum Ende des Zweiten Weltkrieges war sie mit Auftritten im Film erfolgreich und spielte an der Seite von Willy Fritsch (Die keusche Geliebte) und Emil Jannings (Altes Herz wird wieder jung). Nach 1945 fielen ihre Filmrollen rar und klein aus wie in der internationalen Produktion Entscheidung vor Morgengrauen (1951). Auch im Fernsehen war sie nur noch selten zu sehen, wie in der Serie Die fünfte Kolonne und in drei Episoden der ZDF-Krimiserie Der Kommissar.
Im Gegensatz dazu war sie seit 1951 als Sprecherin in einer größeren Anzahl von Hörspielen überwiegend in Hauptrollen zu hören. Erst in den letzten Jahren wurden auch hier ihre Rollen kleiner.
Daneben war Maria Landrock von 1949 bis kurz vor ihrem Tod umfangreich in der Synchronisation tätig. Dabei lieh sie ihre Stimme international bekannten Kolleginnen wie Gina Lollobrigida (Fanfan, der Husar), Sophia Loren (Schade, dass Du eine Kanaille bist), Jeanne Moreau (Hinter verschlossenen Türen) und Viveca Lindfors (Gier nach Gold).

## Filmografie (Auswahl)
- 1939/41: Pedro soll hängen
- 1940: Aus erster Ehe
- 1940: Die keusche Geliebte
- 1941: Pedro soll hängen
- 1941: Aufruhr im Damenstift
- 1943: Altes Herz wird wieder jung
- 1951: Entscheidung vor Morgengrauen (Decision Before Dawn)
- 1965: Die Mütze (Serie Das Kriminalmuseum)
- 1967: 15 Gramm Paraoxon (Serie Kommissar Brahm)
- 1967: Der Fall Schurzheim (Serie Die fünfte Kolonne)
- 1968: Frau Wirtin hat auch einen Grafen
- 1968: Das Goldstück (Serie Das Kriminalmuseum)
- 1969: Mord nach der Oper
- 1970: Parkplatz-Hyänen (Serie Der Kommissar)
- 1970: Der Schausteller (Serie Die seltsamen Methoden des Franz Josef Wanninger)
- 1971: Der Moormörder (Serie Der Kommissar)
- 1972: Tod eines Schulmädchens (Serie Der Kommissar)
- 1982: Eine Falle für Derrick (Serie Derrick)

## Hörspiele (Auswahl)
- 1951: Robinson Jeffers: Die Quelle (Elektra) – Regie: Friedrich-Carl Kobbe (Hörspielbearbeitung – BR)
- 1951: Fritz Schneider: Ein kleines Lied (Corry) – Regie: Wilhelm Semmelroth (Original-Hörspiel – NWDR Köln)
- 1951: Thornton Wilder: Dem Himmel bin ich auserkoren (Roberta Weyerhauser) – Regie: Ludwig Cremer (Hörspielbearbeitung – NWDR Köln)
- 1952: August Strindberg: Ostern. Passionsspiel (Christine, Elis' Verlobte) – Regie: Friedrich-Carl Kobbe (Hörspielbearbeitung – BR)
- 1952: Walter Kolbenhoff: Auf dem Weg zum Paradies (Ilonka) – Regie: Helmut Brennicke (Originalhörspiel – BR)
- 1953: Robinson Jeffers: Medea (Medea) – Regie: Friedrich-Carl Kobbe (Hörspielbearbeitung – BR)
- 1954: Robert Browning: Pippa geht vorüber (Ottima) – Regie: Friedrich-Carl Kobbe (Hörspielbearbeitung – BR)
- 1955: Georg Schwarz: Merlin ist überall (Dahüt, Merlins Mutter) – Regie: Helmut Brennicke (Originalhörspiel – BR)
- 1955: Josef Martin Bauer: Dr. Dr. Hippolyt Leibetseder (Else, eine vermögende junge Dame) – Regie: Helmut Brennicke (Originalhörspiel – BR)
- 1955: Jochen Huth: Der goldene Kranz – Bearbeitung und Regie: Willy Purucker (Hörspielbearbeitung – BR)
- 1956: Günter Eich: Der letzte Tag von Lissabon (Luisa) – Regie: Friedrich-Carl Kobbe (Hörspiel – BR)
- 1956: Hans José Rehfisch: Apostel der Hexen (Katharina Gerardi) – Regie: Otto Kurth (Originalhörspiel – BR)
- 1956: Jean Giraudoux: Um Lukretia (Paola, Armands Frau) – Bearbeitung und Regie: Friedrich-Carl Kobbe (Hörspielbearbeitung – BR)
- 1957: Dante Alighieri: Die Göttliche Komödie des Dante Alighieri (3. und 4. Teil (1,2)) (Matelda) – Regie: Otto Kurth (Hörspielbearbeitung – BR)
- 1957: Ben Jonson: Volpone (Canina) – Regie: Helmut Brennicke (Hörspielbearbeitung – BR)
- 1957: Archibald MacLeish: Hiob. Ein Spiel in zehn Szenen (Sarah) – Regie: Otto Kurth (Hörspielbearbeitung – BR)
- 1959: Günter Eich: Geh nicht nach El Kuwehd! oder Der zweifache Tod des Kaufmanns Mohallab (Schirin, Weib des Saad) – Regie: Otto Kurth (Hörspiel – BR)
- 1963: Rochus Spiecker: Michol und Bethsabee (Bethsabee) – Regie: Otto Kurth (Hörspiel – SR)
- 1964: Johann Wolfgang von Goethe: Faust – Vierter Abend. Der Tragödie zweiter Teil, 4. und 5. Akt (Mulier Aegyptiaca) – Regie: Otto Kurth (Hörspielbearbeitung – BR)
- 1964: Friedrich Dürrenmatt: Der Prozeß um des Esels Schatten (Krobyle, Anthrax’ Frau) – Regie: Otto Kurth (Originalhörspiel – BR/SR)
- 1966: Christian Ferber: Gerade zur Teezeit (Lydia) – Regie: Otto Kurth (Originalhörspiel – BR)
- 1966: Björn Runeborg: Auto – Holmebring (Gunilla, Architektin) – Regie: Wolfgang Schenck (Originalhörspiel – SR/BR)
- 1966: Dorothy L. Sayers: Glocken in der Neujahrsnacht (1., 2. und 4. Teil) (Mary) – Regie: Otto Kurth (Hörspielbearbeitung, Kriminalhörspiel – BR)
- 1967: Val Gielgud: Die Sache mit dem Fernsehboß (6 Teile) (Lillian Jukes) – Regie: Otto Kurth (Kriminalhörspiel – BR)
- 1969: David Campton: Das Paket (Amelia) – Regie: Otto Kurth (Originalhörspiel – SR)
- 1971: Hannelore Neves: Autor Mischku setzt sich durch – Regie: Charlotte Kaminsky (Originalhörspiel, Kurzhörspiel – BR)
- 1974: Rainer Puchert: Schitt (Nachbarin) – Regie: Günther Sauer (Originalhörspiel, Kriminalhörspiel – WDR)
- 1977: Günter Müller: Nicht alle verlieren ihren Arbeitsplatz (Frau Rabke) – Regie: Günther Sauer (Originalhörspiel – WDR)